# William Maitland
William Maitland av Lethington, född 1525, död den 9 juni 1573, var en skotsk statsman, son till Richard Maitland. 
Maitland var 1554-59 i regentinnan Marias tjänst och utförde där flera diplomatiska uppdrag, övergick sedan till de missnöjda lorderna och förhandlade för deras räkning med drottning Elisabet av England, men lyckades vid Maria Stuarts ankomst till Skottland bli hennes statssekreterare och var till 1567 som sådan hennes främste politiske rådgivare. Han sökte åvägabringa ett närmande till England och Marias erkännande som engelsk tronarvinge, för den händelse Elisabet skulle avlida ogift. Maitland främjade Marias giftermål med Darnley (1565), undanträngdes kort därpå från politiskt inflytande av drottningens franske sekreterare och gunstling, italienaren David Rizzio, och deltog sedan i den sammansvärjning, som 1566 ledde till mordet på Rizzio. Han måste nu för en tid lämna hovet, men togs snart ånyo till nåder såsom oumbärlig vid förhandlingarna med England. 
Maitland torde ha samtyckt till mordet på Darnley (februari 1567), men motarbetade drottningens giftermål med Bothwell och slöt sig på sommaren till de upproriska lorderna. Såväl bland dem som vid förhandlingarna med Elisabets ombud i York 1568 sökte Maitland urskulda Maria och åvägabringa en uppgörelse, enligt vilken hon skulle förmälas med hertigen av Norfolk och ingen undersökning anställas om mordet på Darnley. Maitland blev i september 1569 anklagad för delaktighet i detta, fängslades av regenten Moray, blev fri efter dennes död (februari 1570) och uppträdde sedan som ledare för drottningens parti. Från 1571 belägrades han i Edinburgh Castle, som kapitulerade i maj 1573, fördes dödssjuk till fängelset i Leith, och dog där samma år. Hans religiösa indifferentism ådrog honom av samtiden beskyllningar för "kameleontisk" principlöshet, men en senare forskning har erkänt det patriotiska syftet i hans politik och särskilt i hans fruktlösa bemödanden att "rädda Maria Stuart från henne själv".